# Gohlis (Lipsk)
Gohlis – część miasta Lipska w Saksonii w Niemczech. Leży w północnej części miasta, przynależy do okręgu administracyjnego Nord. Administracyjnie dzieli się na osiedla Gohlis-Nord (północ), Gohlis-Mitte (centrum) i Gohlis-Süd (południe).
Gohlis graniczy na południu z lipskim śródmieściem, na wschodzie z Eutritzsch, na północy z Wiederitzsch, na zachodzie z Möckern.

## Historia

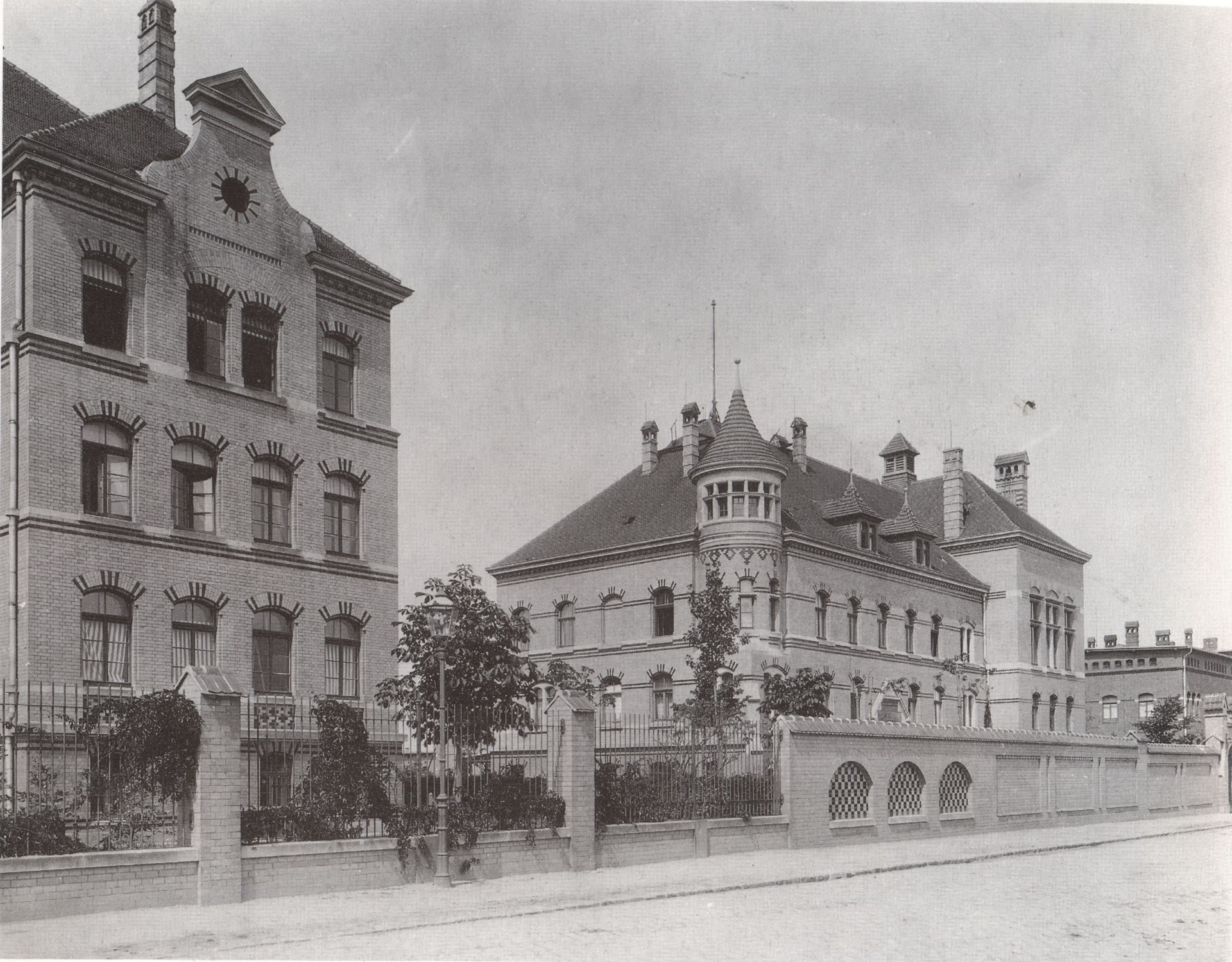
Gohlis ok. 1915 r.

Gohlis prawdopodobnie zostało założone w VII wieku przez Serbołużyczan. Pierwsza udokumentowana wzmianka o miejscowości Goluz pochodzi z 1317. W średniowieczu osiedlili się tu Flamandowie.
W latach 1755–1756 wzniesiony został tu rokokowy pałacyk. W 1937 do przypałacowego ogrodu został przeniesiony z dawnego Placu Królewskiego w centrum Lipska pomnik Fryderyka Augusta I, ufundowany przez Józefa Aleksandra Jabłonowskiego.
W 1890 miejscowość włączono w granice Lipska.
W Gohlis urodził się austriacki przemysłowiec Karl Wittgenstein.